# V.League 1 (2008)
V.League 1 (2008) – 25. edycja najwyższej piłkarskiej klasy rozgrywkowej w Wietnamie. W rozgrywkach wzięło udział 14 drużyn, grając systemem kołowym. Sezon rozpoczął się 6 stycznia, a zakończył 22 sierpnia 2008 roku. Tytuł obroniła drużyna Becamex Bình Dương. Tytuł króla strzelców zdobył Brazylijczyk Almeida, który w barwach klubu SHB Ðà Nẵng strzelił 23 bramki.

## Tabela końcowa
|    | Klub                | M  | Z  | R  | P  | Br+ | Br- | Br+/- | Pkt | Uwagi                                                    |
| 1  | Becamex Bình Dương  | 26 | 14 | 5  | 7  | 31  | 18  | +13   | 47  | Mistrz Azjatycka Liga Mistrzów 2009 – runda eliminacyjna |
| 2  | Đồng Tâm Long An    | 26 | 13 | 6  | 7  | 51  | 36  | +15   | 45  |                                                          |
| 3  | Xi Măng Hajfong     | 26 | 12 | 8  | 6  | 46  | 25  | +21   | 44  |                                                          |
| 4  | SHB Ðà Nẵng         | 26 | 12 | 6  | 8  | 43  | 33  | +10   | 42  |                                                          |
| 5  | Cảng Sài Gòn        | 26 | 11 | 6  | 9  | 34  | 34  | 0     | 39  |                                                          |
| 6  | Khatoco Khánh Hoà   | 26 | 10 | 9  | 7  | 34  | 29  | +5    | 39  |                                                          |
| 7  | Hoàng Anh Gia Lai   | 26 | 11 | 6  | 9  | 35  | 33  | +2    | 39  |                                                          |
| 8  | Thể Công            | 26 | 10 | 8  | 8  | 28  | 28  | 0     | 38  |                                                          |
| 9  | Sông Lam Nghệ An    | 26 | 10 | 7  | 9  | 45  | 35  | +10   | 37  |                                                          |
| 10 | Halida Thanh Hóa    | 26 | 8  | 9  | 9  | 25  | 32  | +3    | 33  |                                                          |
| 11 | Đạm Phú Mỹ Nam Định | 26 | 9  | 4  | 13 | 24  | 32  | −8    | 31  |                                                          |
| 12 | Boss Bình Ðịnh      | 26 | 6  | 10 | 10 | 31  | 48  | −17   | 28  | Baraż o utrzymanie                                       |
| 13 | Hà Nội ACB          | 26 | 4  | 7  | 15 | 26  | 48  | −22   | 19  | Spadek do drugiej ligi Puchar AFC 2010 – faza grupowa    |
| 14 | Hòa Phát Hanoi      | 26 | 2  | 9  | 15 | 21  | 43  | −22   | 15  | Spadek do drugiej ligi                                   |

Źródło: RSSSF

## Baraż o awans/utrzymanie
| 28 sierpnia 2008 15:30 G | Đồng Tháp Rubber Corporation · Nguyễn Quý Sửu 63' | 1:0(0:0) | Boss Bình Ðịnh | Stadion Thống Nhất, Ho Chi Minh Widzów: 5 000 Sędzia: Dương Văn Hiền (Wietnam) |
|                          |                                                   |          |                |                                                                                |

Zespół Boss Bình Ðịnh nie utrzymał się w V.League 1, natomiast drużyna Đồng Tháp Rubber Corporation awansowała z drugiej ligi.

## Najlepsi strzelcy
| L.p. | Piłkarz            | Drużyna             | Bramki |
| ---- | ------------------ | ------------------- | ------ |
| 1    | Almeida            | SHB Đà Nẵng         | 23     |
| 2    | Antonio Carlos     | Đồng Tâm Long An    | 21     |
| 3    | Elenildo De Jesus  | Xi Măng Hajfong     | 17     |
| 4    | Jesuel M. Trindade | Cảng Sài Gòn        | 16     |
| 5    | Nguyễn Ngọc Thanh  | Xi Măng Hajfong     | 12     |
| 5    | Trần Đức Dương     | Đạm Phú Mỹ Nam Định | 12     |
| 7    | Agostinho Filho    | Hoàng Anh Gia Lai   | 11     |
| 7    | Lê Công Vinh       | Sông Lam Nghệ An    | 11     |
| 7    | Nildo F. Junior    | Boss Bình Định      | 11     |
| 7    | Philani Kubheka    | Becamex Bình Dương  | 11     |